# らくラクはりま
らくラクはりまは、西日本旅客鉄道（JR西日本）が京都駅・新大阪駅 - 網干駅間を東海道本線および山陽本線（JR京都線・JR神戸線）経由で運行している特別急行列車（通勤特急）である。

## 概要
平日朝と夕方に運転される特急列車（通勤特急）である。この列車の登場により、平日の18時から20時の間に大阪駅から姫路駅方面に向かう特急列車の間隔が毎時1本となった。大阪駅から姫路駅までの所要時間は新快速より5分前後速い約1時間。特急料金はJ-WESTカード会員向けの「J-WESTチケットレス」を利用すると割安になるよう設定される。新型コロナウイルス感染症の拡大に伴う緊急事態宣言以降、確実に着座できる指定席の需要が拡大したため、2020年（令和2年）7月6日から全席指定席で運転されている。
特急列車としては、「らくラクびわこ」や「はるか」と同様にアーバンネットワーク内で運行が完結する。近畿圏を発着する特急列車の登場は2003年（平成15年）の「びわこエクスプレス（現：らくラクびわこ）」以来16年ぶりとなる。また、本列車の運行開始と同時に「びわこエクスプレス」の種別呼称が「特急」から「通勤特急」に変更されたが、正式には特急のままである。

### 列車名の由来
播磨エリアから着席でらくらくと通勤・通学ができることをアピールしている。2024年（令和6年）より、「らくラク」はJR西日本における通勤特急のブランドとなった。

## 運行形態
2025年（令和7年）3月15日現在、平日朝の通勤時間帯に網干発の京都行きと新大阪行きが1本ずつ、平日夕方の通勤時間帯に京都発と新大阪発の網干行きが1本ずつ、計2往復が運行されている。

### 停車駅
京都駅 - 新大阪駅 - 大阪駅 - 三ノ宮駅 - 神戸駅 - 明石駅 - 西明石駅 - 大久保駅 - 加古川駅 - 姫路駅 - 英賀保駅 - はりま勝原駅 - 網干駅
- 夕時間帯に前後を走る「はまかぜ」5号・「スーパーはくと」13号（2024年（令和6年）3月16日以降は13号・15号）の停車駅が「らくラクはりま」に合わせて拡大された[3][13]。ただしそれらは大久保駅には停車しない。

| 路線名                  | 東海道本線 | 東海道本線 | 東海道本線 | 東海道本線 | 東海道本線 | 山陽本線 | 山陽本線 | 山陽本線 | 山陽本線 | 山陽本線 | 山陽本線 | 山陽本線 | 山陽本線     | 山陽本線 |
| 期間                    | 京都駅     | 新大阪駅   | 大阪駅     | 三ノ宮駅   | 神戸駅     | 神戸駅   | 明石駅   | 西明石駅 | 大久保駅 | 加古川駅 | 姫路駅   | 英賀保駅 | はりま勝原駅 | 網干駅   |
| ----------------------- | ---------- | ---------- | ---------- | ---------- | ---------- | -------- | -------- | -------- | -------- | -------- | -------- | -------- | ------------ | -------- |
| 2019/03/16 - 2021/03/12 |            |            | ●          | ●          | ●          | ●        | ●        | ●        | ─        | ●        | ●        |          |              |          |
| 2021/03/13 - 2024/03/15 |            | ●          | ●          | ●          | ●          | ●        | ●        | ●        | ●        | ●        | ●        |          |              |          |
| 2024/03/16 -            | ●          | ●          | ●          | ●          | ●          | ●        | ●        | ●        | ●        | ●        | ●        | ●        | ●            | ●        |

### 使用車両・編成
289系電車6両編成を使用する。新大阪駅発着列車（1・4号）は全車普通車で、うち1 - 3号車は「こうのとり」などに使用される吹田総合車両所福知山支所所属の3両編成（FH編成）、4 - 6号車は「くろしお」に使用される吹田総合車両所京都支所所属の3両編成（I編成）を併結して運行される。京都駅発着列車（2・3号）は半室グリーン車付きで、「くろしお」に使用される吹田総合車両所京都支所所属の6両編成（J編成）で運行される。

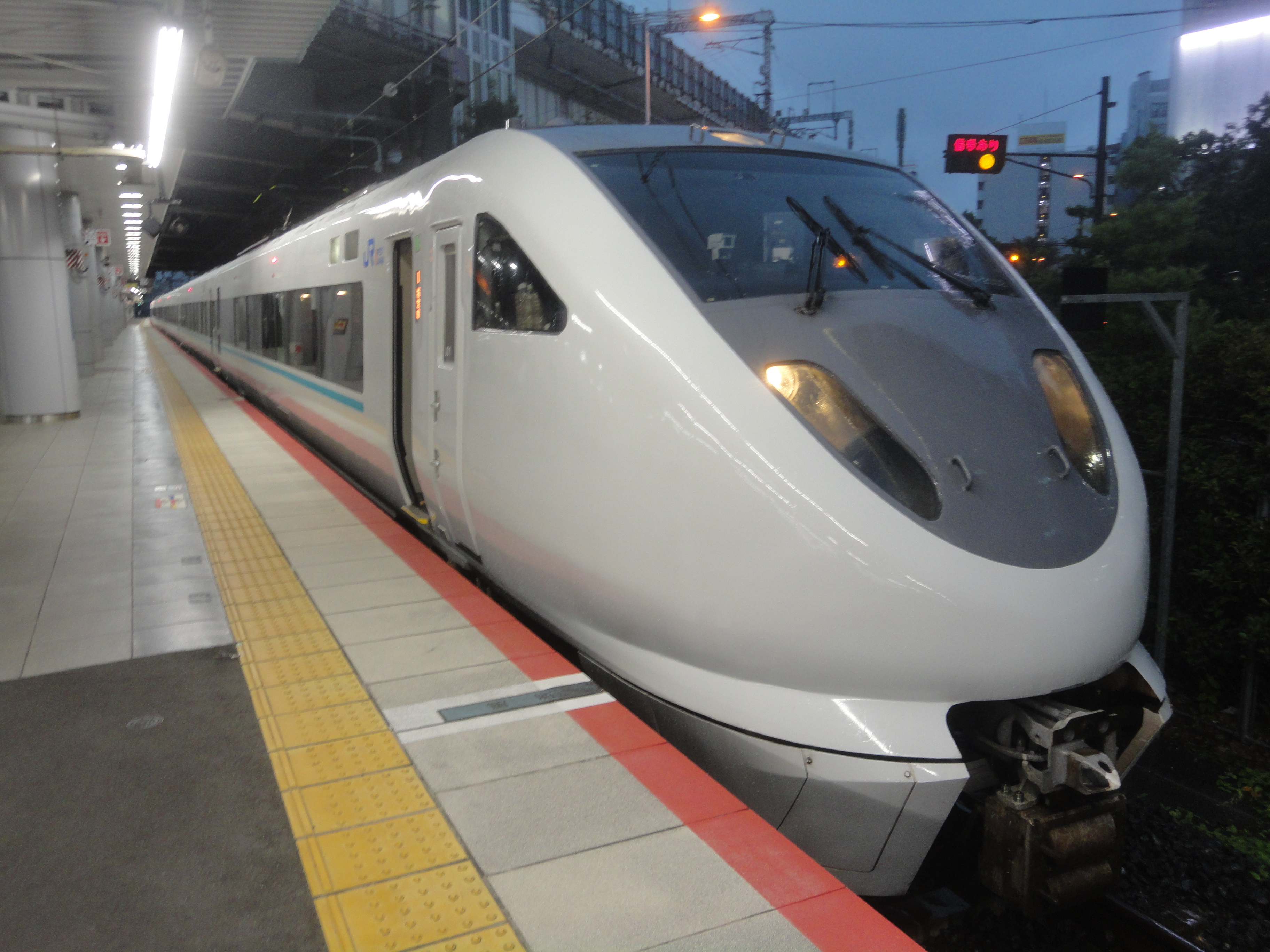
非貫通型先頭車
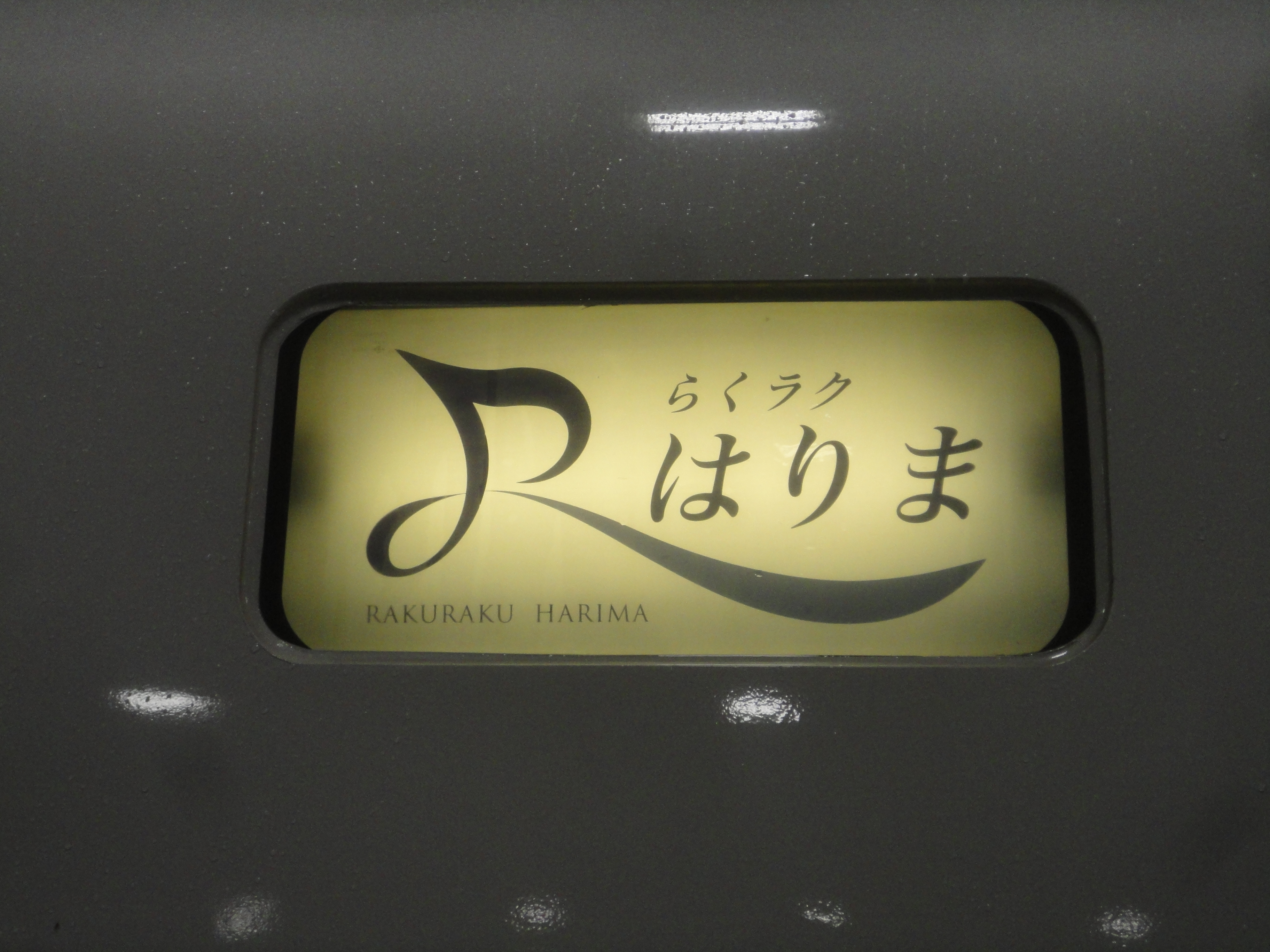
愛称幕

## 沿革
- 2018年（平成30年）
  - 11月30日：2019年（平成31年）春より大阪駅 - 姫路駅間で運行を開始すると発表。運行本数・停車駅・使用車両・特急料金も同時に発表[2]。
  - 12月14日：運行開始日とダイヤを発表[3][4]。
- 2019年（平成31年）3月18日：3月16日のダイヤ改正により、運行開始[3][4]。
- 2020年（令和2年）7月6日：全席指定席での運転に変更[9]。
- 2021年（令和3年）3月15日：3月13日のダイヤ改正により、運行区間を新大阪駅 - 姫路駅間に拡大、停車駅に大久保駅を追加[14]。
- 2024年（令和6年）3月18日：3月16日のダイヤ改正により、運行区間を京都駅 - 網干駅間に拡大[13]。
- 2025年（令和6年）3月17日：3月15日のダイヤ改正により、新大阪駅 - 網干駅間の列車を1往復新設[10][11]。新設した1往復は全車普通車（付属編成3両+3両）で運転し、女性専用席を「くろしお」と同じ5号車に変更[15]。